# Google Currents (додаток для новин)
Google Currents — програма, розроблена Google, яка надавала передплатникам електронний доступ до повних журнальних статей. Google випустила Currents у грудні 2011 року  та припинив його роботу в листопаді 2013 року, коли представила Google Play Кіоск, який об’єднав функції Currents і Google Play Magazines в єдиний продукт.
Google співпрацювала з понад 150 видавцями, щоб надати електронний доступ до повних журнальних статей. Вміст було оптимізовано для смартфонів і планшетів, дозволяючи користувачам інтуїтивно переміщатися між словами, зображеннями та відео як на великому, так і на маленькому екрані. Currents також працював офлайн і пропонував інтеграцію Google+.
Google Currents Producer — це вебплатформа для самостійного видання, випущена разом із Currents, за допомогою якої видавці могли налаштовувати подання свого вмісту в Currents. Видавці також можуть пов’язати свій обліковий запис із Google Analytics, щоб підвищити свою обізнаність щодо уподобань споживачів щодо контенту, використання пристрою та географічного розподілу.